# Sint-Luciakerk (Ravenstein)
De Sint-Luciakerk is een rooms-katholieke kerk te Ravenstein die gebouwd is in 1735. De voorganger van deze kerk was een veel kleinere Jezuïetenkerk die in 1609 gebouwd werd na een grote stadsbrand. De Sint-Luciakerk is gebouwd met de opbrengsten van de Ravensteinse Loterij.

## Geschiedenis

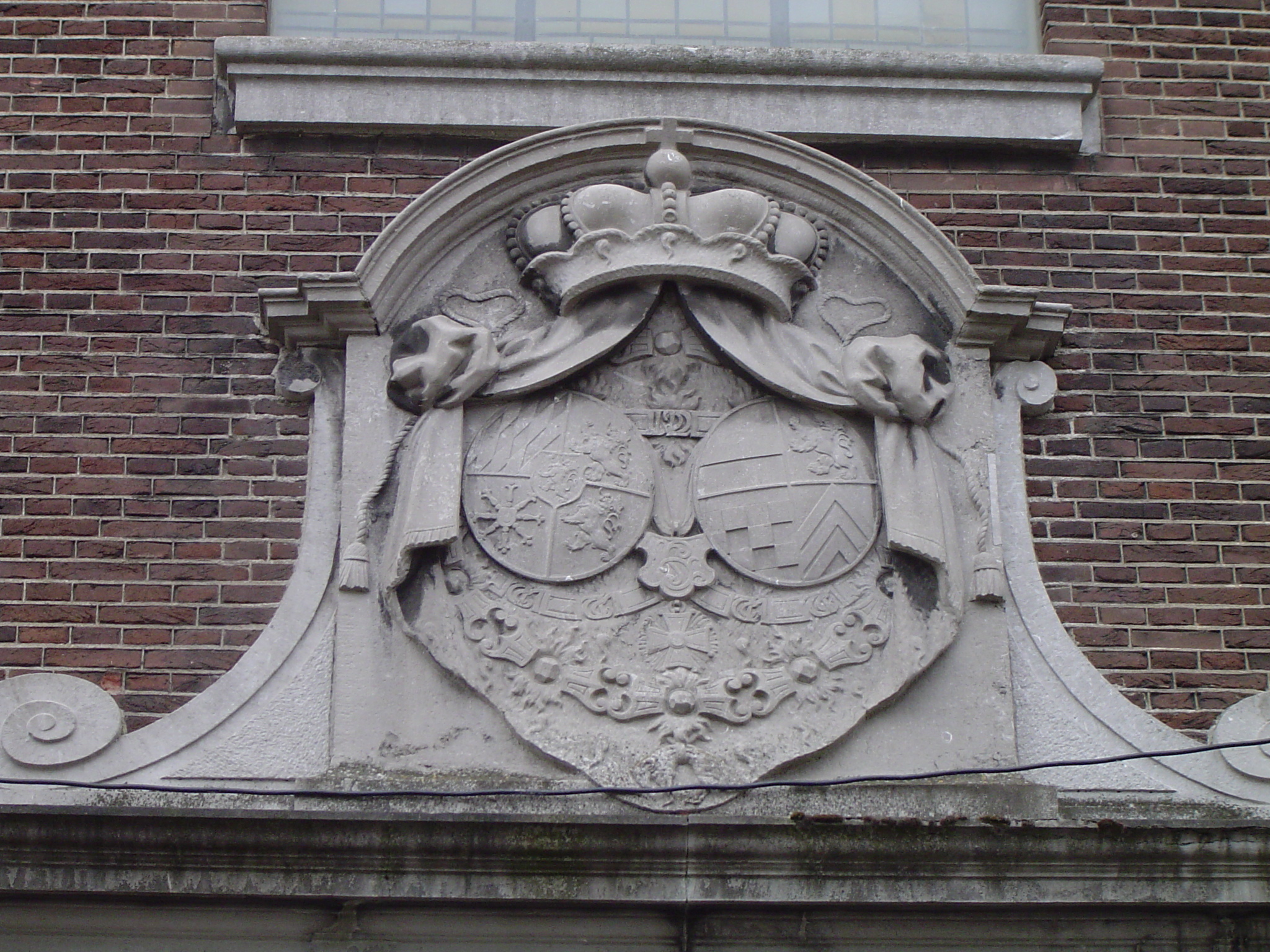
Het wapen van Karel Philips van Palts-Neuburg

Het bijzondere aan deze kerk is dat ze in barokstijl is gebouwd, en zelfs de enige katholieke kerk in de noordelijke Nederlanden is die in deze stijl is opgetrokken. Reden hiervoor is het feit dat in het Land van Ravenstein godsdienstvrijheid heerste zodat er katholieke kerken gebouwd konden worden. In andere delen van de Republiek der Nederlanden moest men zich met schuurkerken of schuilkerken behelpen. Ook het feit dat Ravenstein eigendom was van de graven van Palts-Neuburg speelde hierbij een rol. Het was de toenmalige heer Karel III Filips van de Palts die opdracht gaf om de kerk te bouwen. Zijn wapen bevindt zich boven de ingang van de kerk.

## Gebouw

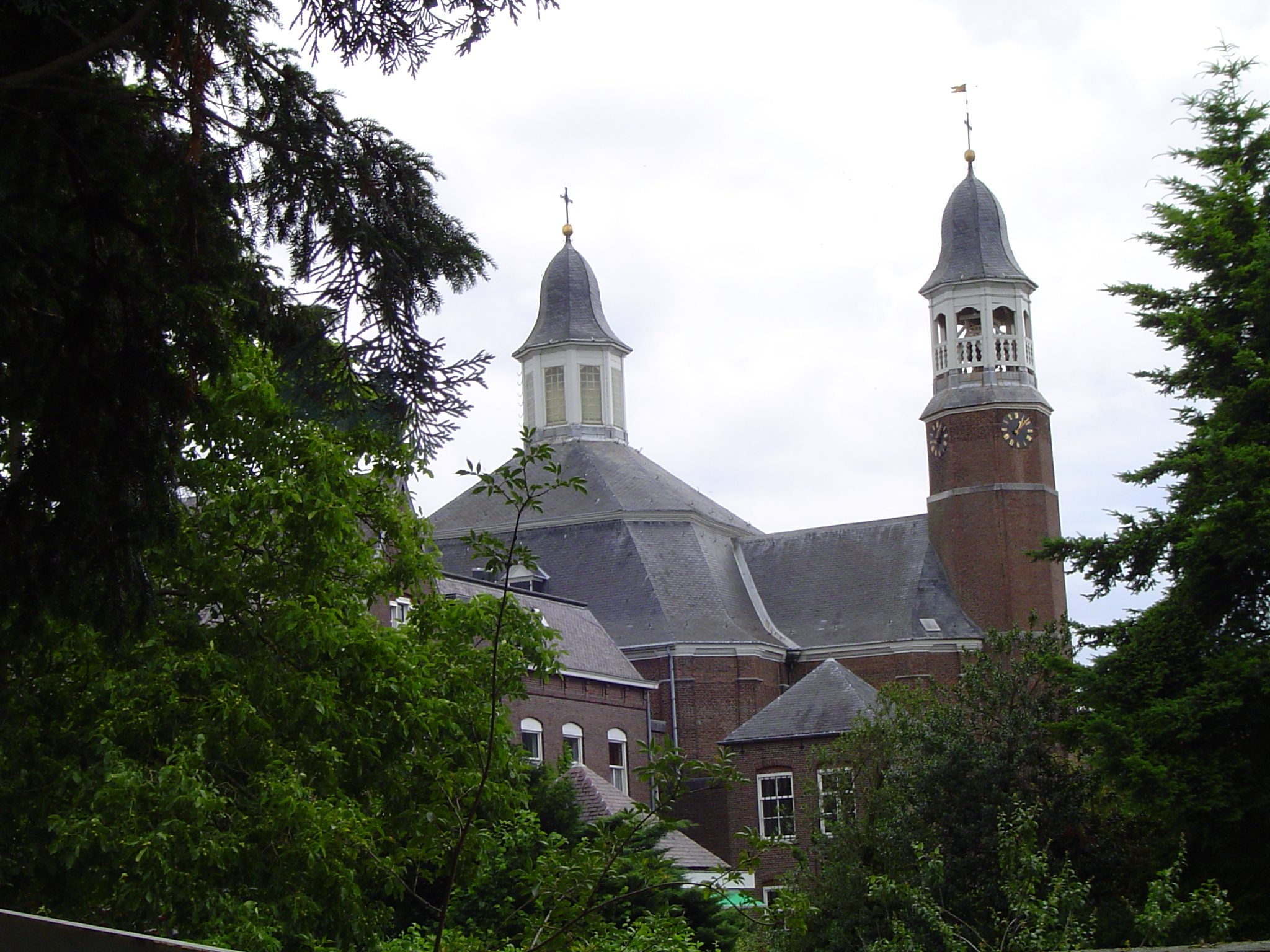
Koepel van de Sint-Luciakerk

Het schip van de kerk heeft een vierkante plattegrond met afgeschuinde zijden. Aan de buitenkant hiervan bevinden zich nissen waarin beelden staan. Het schip is overdekt door een koepel met mansardedak. Tegen het uitgebouwde koor bevindt zich een achthoekige toren.

### Interieur

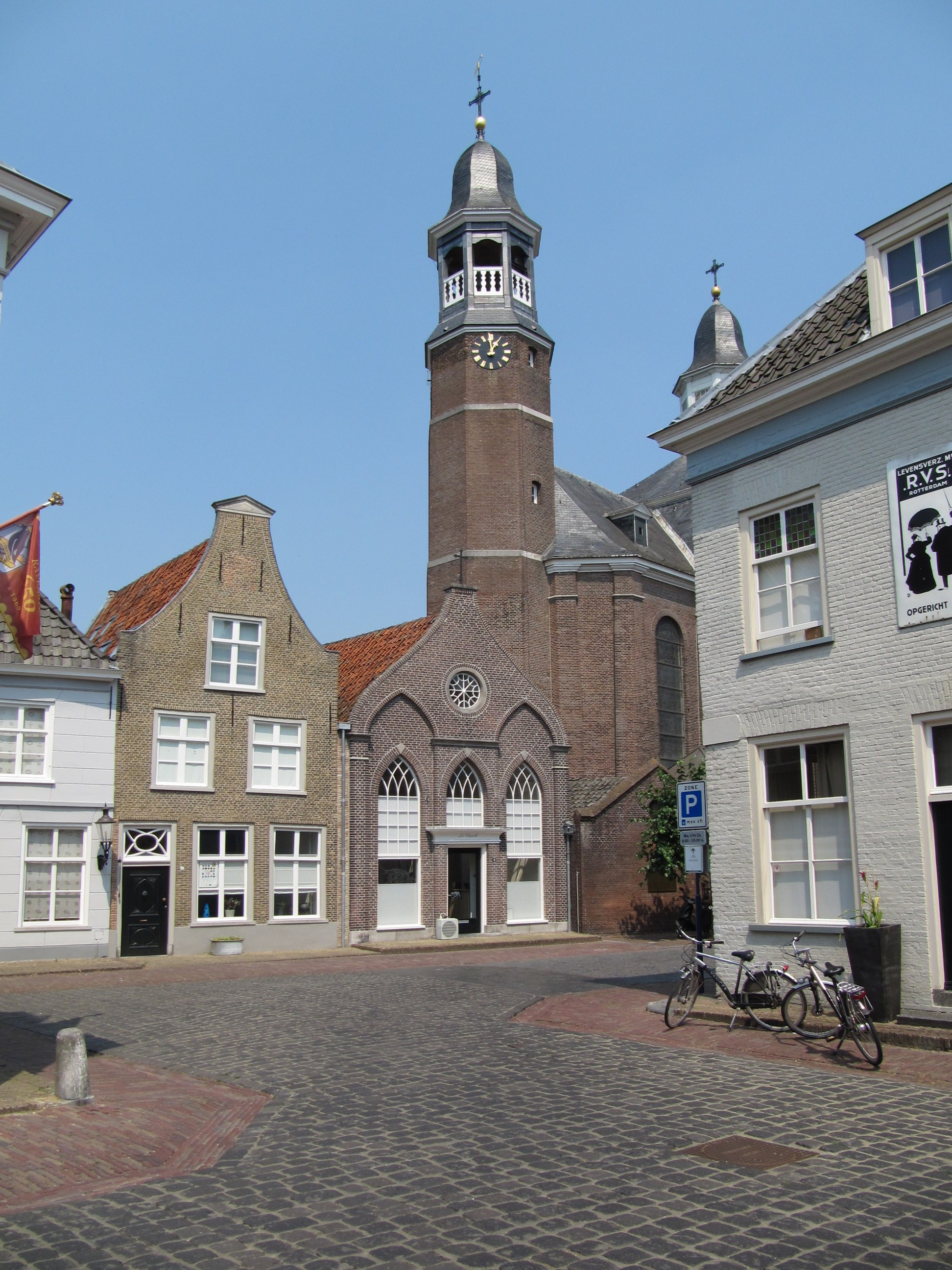
Voorzijde Sint-Luciakerk met de Marktstraat op de voorgrond

Het interieur kenmerkt zich door een gestuct koepelgewelf met een moderne schildering door Jos ten Horn en Piet Koppens. Het hoogaltaar, de preekstoel, de biechtstoelen en de banken stammen uit 1735. De zijaltaren zijn in de 2e helft van de 20e eeuw echter gesloopt. Ook het orgel stamt van omstreeks 1735 en het werd waarschijnlijk gebouwd door Matthijs van Deventer. In 1834 en 1866 werd het orgel uitgebreid door Franciscus Cornelius Smits.
De kerk bevat beelden van de twaalf apostelen (ca. 1906), een Mariabeeld uit ongeveer 1500 en kunstwerken van de Nederrijnse school. De kerkschatten omvatten veel 18e-eeuws zilverwerk.
In de kerk bevindt zich het graf van Johan Frans van Willigen en zijn vrouw Maria.

### Glas-in-loodramen
Van de tien gebrandschilderde ramen in de St.-Luciakerk worden er vijf toegeschreven aan C. Bellot. Ze dateren uit 1929-1930. De vijf andere ramen zijn van 1946. De ontwerper is Piet Koppens, die voor deze opdracht samenwerkte met Pierre van Rossum. Het verhaal gaat dat door de beperkte financiële middelen vlak na de Tweede Wereldoorlog voor een relatief sober ontwerp moest worden gekozen. De uitvoering was in handen van Gérard de Bresser.